# Vera Smirnova
Véra Vassilievna Smirnova (Ве́ра Васи́льевна Смирно́ва), née le 17/29 septembre 1898 à Saint-Pétersbourg et morte en 1977 à Moscou est une autrice soviétique russe de littérature enfantine, critique littéraire et mémorialiste. Elle a publié des livres pour l'enfance qui ont rencontré un grand succès dans toute l'URSS, comme Les Héros de l'Hellade et Les Petites Filles. Elle est la sœur du metteur en scène de théâtre, Alexandre Smirnov-Iskander.

## Biographie

### Formation
Véra Smirnova naît en 1898 à Saint-Pétersbourg où son père, issu d'une lignée paysanne, est portier à l'Académie impériale des Beaux-Arts. En 1903, son père est nommé à un poste d'employé de la banque russo-asiatique et doit donc déménager avec sa famille à Novy-Marguelan (aujourd'hui Fergana; la ville se nomme Skobelev de 1907 à 1924). Véra Smirnova est diplômée du lycée classique de jeunes filles de Skobelev avec médaille d'or, puis elle suit des cours pour devenir institutrice. Elle enseigne de 1914 à 1916 à l'école primaire supérieure. Elle s'installe à l'automne 1916 à Pétrograd pour entamer ses études au département d'histoire et de lettres des cours Bestoujev et en même temps suit les cours de l'atelier théâtral de Meyerhold.
À la fin de 1917, Pétrograd étant en pleine agitation révolutionnaire, elle retourne à Skobelev (Fergana) retrouver sa famille et trouve un emploi à la bibliothèque municipale, et s'engage au soviet d'enseignement politique. Elle fonde et dirige un théâtre pour enfants, et écrit pour ce théâtre des pièces qu'elle produit elle-même. Elle enseigne à l'école à partir de 1922 le russe, la littérature et les bases de science sociale (obligatoire à l'époque dès le primaire).

### Débuts de carrière
Elle se marie avec le peintre et illustrateur Mikhaïl Iantsyne et donne naissance en 1923 à leur fille Irina. En 1925, Véra Smirnova part pour Kiev chez sa sœur Alexandra qui est metteur en scène de théâtre. Véra Smirnova commence à écrire des critiques de théâtre. Son livre, La Cruche de faïence («Глиняный кувшин»), paraît en 1927 à Kiev. Il s'agit d'un recueil de poèmes consacrés à l'Asie centrale et la couverture est dessinée par son mari Mikhaïl Iantsyne.
En 1929, elle divorce de son mari et déménage à Moscou. Elle commence à travailler en 1930 comme rédactrice pour le département de littérature enfantine de la maison d'éditions Jeune Garde (Molodaïa gvardia). Son livre de contes Manoï (L'Atelier de jouets pour enfants «Мастерская детских игрушек») paraît en 1930 et suscite l'intérêt de la critique, mais aussi une ardente polémique. Dans les années 1930, elle travaille à la rédaction des émissions de radio pour l'enfance et la jeunesse produites par le théâtre central de l'enfance (aujourd'hui théâtre académique russe de la jeunesse); elle est aussi membre du comité de rédaction de Mourzikla et du magazine Pionnier. Ses récits pour la jeunesse sont publiés dans nombres de journaux, recueils et magazines. Elle publie aussi Deux cœurs (1930), Les Merveilleuses Transformations d'une chaise (1930), Les Habitants du bord de mer (1931), etc. Elle écrit aussi pour le théâtre de Bauman des enfants d'ouvriers de Moscou La Ruelle Tokmakov, racontant la vie des enfants et des adolescents de l'arrondissement de Bauman à Moscou. pour le théâtre central de l'enfance, elle écrit la pièce Les Contes d'Andersen qui est présentée aussi au théâtre national de Norvège à Oslo en 1938.
Véra Smirnova donne à la fin des années 1930 de séminaires de littérature à la Maison des Pionniers de Moscou. Le futur historien et ethnographe Vladimir Kabo se souvient: « Véra Vassilievna était une merveilleuse personne: critique littéraire et écrivain pour enfants, elle était aussi une pédagogue remarquable, réussissant à trouver le chemin des cœurs et des intelligences des adolescents pour leur faire aimer la littérature et les faire rêver à une future carrière littéraire. Elle parlait de tout avec nous, parlait avec sérieux, comme avec des personnes adultes, sans réduction d'âge et nous appréciions beaucoup cela. Elle voyait et comprenait chacun d'entre nous: et cela était très apprécié et aimé des adolescents que nous étions. ».

### Les années 1940-1950
Sa fille Irina meurt d'une grave maladie en 1935 à douze ans. Véra Smirnova se remarie avec le journaliste Ivan Khatourine et donne naissance à un fils, Vladimir. En 1939, elle sort un livre pour enfants intitulé Le Camarade Sergo, sur le révolutionnaire Sergo Ordjonikidzé. Ensuite, elle écrit des articles de critique littéraire et théâtrale. Au début de la Grande Guerre patriotique, Véra Smirnova est évacuée avec son fils à Tchistopol avec d'autres familles d'écrivains. Elle travaille à l'école, au jardin d'enfant et à la radio locale.
En 1943, Véra Smirnova retourne à Moscou où elle dirige jusqu'en 1945 le département de prose du magazine Znamia, puis elle dirige une chaire de littérature à l'institut Gorki avec des séminaires sur la littérature pour la jeunesse, de critique littéraire. Elle est membre du comité de rédaction du magazine Pionnier. Dans les années 1950, elle publie deux livres qui vont connaître plusieurs rééditions, Les Mythes de la Grèce antique et sa version pour la jeunesse, Les Héros de l'Hellade (1953), ainsi que la nouvelle Les Petites Filles (1959) dont l'histoire se passe à Kiev à la fin des années 1920 autour des aventures quotidiennes de trois fillettes.
Le fils de Véra Smirnova, Vladimir, meurt tragiquement en 1955 en se noyant dans la Lielupe à Jūrmala.

### Les années 1960-1970
Elle écrit aussi des ouvrages biographiques et critiques sur l'œuvre de Samouil Marchak, Leib Kvitko et Arkadi Gaïdar. Des articles sur les écrivains de littérature de jeunesse sortent en recueil en 1963 Sur les enfants et pour les enfants. Elle écrit aussi Sur la littérature et le théâtre (1963), Portrait contemporain (1964), Livres et Destins (1968), De différentes années (1974) consacrés à l'œuvre de Boulgakov, Evgueni Schwarz, Alexis Tolstoï, L. Panteleïev, Fédine, Saint-Exupéry, Kortchak et des écrivains d'Asie centrale qu'elle a traduits en russe, etc...
Les Mémoires de Véra Smirnova racontent ses rencontres avec Meyerhold, Tchoukovski, Marchak, Neuhaus, etc. .
Véra Smirnova meurt en 1977 et est enterrée au cimetière Golovinskoïe de Moscou.
Ses archives sont conservées aux Archives d'État de la littérature et de l'art (Moscou).

## Distinctions
- Ordre de l'Insigne d'honneur
- Ordre du Drapeau rouge du Travail
- Médaille des 800 ans de Moscou
- Médaille Pour un travail vaillant dans la guerre patriotique 1941-1945

## Travaux

### Livres pour enfants
- Deux cœurs, Moscou-Léningrad, éd. Гиз, 1930, 16 pages.
  - (fi) Kaksi sydäntä. - Petroskoi : Kirja, 1934, 11 pages (en finnois)
- Кому плохо — кому хорошо [Ce qui est bien, ce qui est mal], Moscou-Léningrad, éd Гиз, 1930, 16 pages.
- Манои [Manoï], Moscou-Léningrad, éd. Гиз, 1930, 72 pages.
- Les Merveilleuses transformations d'une chaise, Moscou-Léningrad, éd. Гиз, 1930, 16 pages.
- Заморяне, Moscou-Léningrad, éd. Мол. гв., 1931, 80 pages.
- Наш старший товарищ [Notre Horrible camarade], Moscou-Léningrad, éd. Мол. гв., 1932, 22 pages.
- Рассказы об игрушках [Récits sur les jouets], Moscou-Léningrad, éd. Мол. гв., 1932, 16 pages.
- Здравствуйте [Bonjour], Moscou, éd. Мол. гв., 1933, 15 pages.
- Le Nouveau Vêtement du roi: (d'après le conte d'Andersen) / V. Smirnova, Moscou, éd. изд. и стеклогр. Центр. упр. по распространению драматургич. продукции Цедрам, 1936, 27 pages.
- Товарищ Серго: Рассказы из жизни Г. К. Орджоникидзе [Le Camarade Sergo: récits de la vie de S.K. Ordjonikidzé], Moscou-Léningrad, éd. Детиздат, 1939, 80 pages.
- Девочки: Рассказы о маленьких [Les Petites Filles. Récits sur des petites] / ill. A. Davydova, Moscou, éd. Детгиз, 1959, 128 pages.
  - Девочки. / ill. M. Ouspenskaïa, Moscou, éd. Детгиз, 1963, 144 pages.
  - rééd. Moscou, éd. Дет. лит., 1968;
- Палочка с шариком [Le Bâton avec une balle][8] / ill. Nina Noskovitch, Moscou, éd. Дет. лит., 1965, 17 pages.
  - rééd. Saint-Pétersbourg-Moscou, éd. Речь, 2014.
- Герои Эллады: Из мифов древней Греции [Les Héros de l'Hellade: à partir des mythes de la Grèce antique] / adapt. pour les enfants de V. Smirnova; ill. I. Arkhipova, Moscou-Léningrad, éd. Детгиз, 1953, 144 pages.
  - rééd Moscou, éd. Детгиз, 1955; Moscou, éd. Детгиз, 1956; Tcheliabinsk, éd. Южно-Уральское кн. изд-во, [1966]; Moscou, éd. Дет. лит., 1971; Moscou, éd. Дет. лит., 1973; Moscou, éd. Дет. лит., 1983; Irkoutsk, éd. Вост.-Сиб. кн. изд-во, 1985; Irkoutsk, éd. Вост.-Сиб. кн. изд-во, 1987; Moscou, éd. Дет. лит., 1988; Moscou, éd. Сов. писатель, 1992; Irkoutsk, éd. Символ, 1992; Moscou, éd. Дет. лит., 2007; Moscou, éd. Дет. лит., 2009; Moscou, éd. Дет. лит., 2003; Moscou, éd. Дет. лит., 2011; Moscou, éd. Оникс, 2011; Moscou, éd.: Дет. лит., 2013.
  - trad. en biélorusse:: Смірнова Вера. Героi Элады : З міфаў старажытнай Грэцыi / Пераклад. З.Петрушэня. Мастак А.Шэвераў. – Мінск: Юнацтва, 1985.
- Герои Эллады: Легенды и мифы Древней Греции [Les Héros de l'Hellade: Légendes et mythes de la Grèce antique] / V. Smirnova; ill. I. Arkhipova, Moscou, éd. Мегаполис-Континент, 1991, 79 pages.
- Подвиги Геракла: Легенды и мифы Древней Греции [Les Exploits d'Hercule: Légendes et mythes de la Grèce antique] / V. Smirnova; ill. I. Arkhipova, Moscou, éd. Мегаполис-Континент, 1991, 63 pages.
- Герои Эллады; Аргонавты; Троянская война; Приключения Одиссея: Мифы Древней Греции [Les Héros de l'Hellade; Les Argonautes; La Guerre de Troie; Les Aventures d'Ulysse: Mythes de la Grèce antique] / éd. revue d'après V. Smirnova, E. Toudorovskaïa; ill. I. Arkhipova, V. Vlassova, Moscou, éd. Андреев. флаг, 1994, 574 pages.
- Мифы Древней Греции: Герои Эллады [Les Mythes de la Grèce antique: Les héros de l'Hellade] / éd. pour enfants de V. Smirnova; dir. art. V. Lapine, Moscou, éd. Росмэн, 2001, 179 pages.
  - rééd. Moscou, éd. Росмэн, 2002; Moscou, éd. Росмэн, 2004; Moscou, éd. Росмэн, 2005; Moscou, éd. Росмэн, 2007; Moscou, éd. Росмэн, 2008; Moscou, éd. Росмэн, 2012; Moscou, éd. Росмэн, 2015.
- Légendes et mythes de la Grèce antique / adapt. V. Smirnova; dir. art. Olga Adveïenko, Moscou, éd. Самовар, 2009, 124 pages.
  - rééd. Moscou éd. Самовар, 2010; Moscou, éd. Самовар, 2013; Moscou, éd. Самовар-книги, impr. 2015; Moscou, éd Самовар-книги, impr. 2016.
- Аргонавты. Герои Эллады [Les Argonautes. Les Héros de l'Hellade] / ill. Alexeïa Balandina, Saint-Pétersbourg, éd. Акварель, 2015, 112 pages.
- Девочки [Les Petites Filles] / post-face d'E. Boïtsova, ill. M. Ouspenskaïa, Saint-Pétersbourg-Moscou, éd. Речь, 2016, 159 pages.
  - rééd. Saint-Pétersbourg-Moscou, éd. Речь, 2020.

### Critique littéraire et souvenirs
- С. Я. Маршак S.Ya. Marchak: Критико-биогр. очерк. — М.: Детгиз, 1954, 79 pages.
- Boris Jitkov et sa pensée sur l'éducation et le livre pour enfant // Жизнь и творчество Б. С. Житкова. — М.: Детгиз, 1955. — pp. 92-130.
- О литературе и театре [Sur la littérature et le théâtre]: Статьи. — М.: Сов. писатель, 1956, 409 pages.
- Лев Квитко [Lev Kvitko]: Критико-биогр. очерк / Дом дет. книги. — М.: Детгиз, 1957, 47 pages.
- Смирнова В. В., Халтурин И. И. Предисловие // Роскин А. И., Статьи о литературе и театре. Антоша Чехонте. — М.: Сов. писатель, 1959, pp. 3-12.
- Аркадий Гайдар [Arkadi Gaïdar]: Критико-биогр. очерк. — М.: Сов. писатель, 1961, 204 pages.
  - rééd. М.: Сов. писатель, 1972.
- О детях и для детей [Sur les enfants et pour les enfants] / Дом дет. книги. — М.: Детгиз, 1963, 382 pages.
  - rééd. М.: Дет. лит., 1967.
- Экспромты Маршака // Детская литература. — 1966. — № 3 . — pp. 19-20.
- Современный портрет: Статьи. — М.: Сов. писатель, 1964, 343 pages.
- À propos de ce livre et de son auteur // Tamara Gabbe. Быль и небыль: Русские народные сказки, легенды. Притчи. — Новосибирск: Западно-Сибирское кн. изд-во, 1966, pp .295-296.
- Книги и судьбы [Livres et Destins]: Статьи и воспоминания. — М.: Сов. писатель, 1968, 471 pages.
- Marchak chez les enfants espagnols // «Я думал, чувствовал, я жил» : Воспоминания о С. Я. Маршаке. — М.: «Сов. писатель», 1971, pp. 315-319;
- Из разных лет: Статьи и воспоминания. — М.: Сов. писатель, 1974, 701 pages.
- «И жизнь моя встает передо мной…» / [Отрывки из воспоминаний] // Детская литература. — 1978. — № 8, pp. 39-42.
- Из разных лет: Статьи и воспоминания / [Вступ. ст. Б. Брайниной]. — 2e éd., Moscou, éd. Сов. писатель, 1979, 584 pages.